# Переворськ (гміна)
Гміна Переворськ (пол. Gmina Przeworsk) — сільська гміна у східній Польщі. Належить до Переворського повіту Підкарпатського воєводства. Місцева влада розташована в місті Переворськ.
Станом на 31 грудня 2011 у гміні проживало 14791 особа.

## Площа
Згідно з даними за 2007 рік площа гміни становила 90.97 км², у тому числі:
- орні землі: 88.00%
- ліси: 1.00%

Таким чином, площа гміни становить 13.03% площі повіту.

## Населення
Станом на 31 грудня 2011:
| Опис     | Загалом | Загалом | Чоловіки | Чоловіки | Жінки | Жінки |
| -------- | ------- | ------- | -------- | -------- | ----- | ----- |
| одиниця  | осіб    | %       | осіб     | %        | осіб  | %     |
| все      | 14791   | 100     | 7244     | 48.98    | 7547  | 51.02 |
| міське   | 0       | 100     | 0        |          | 0     |       |
| сільське | 14791   | 100     | 7244     | 48.98    | 7547  | 51.02 |

## Солтиства
- Халупки-Горличина-Шевня
- Горличина
- Грязка
- Ґвіздай
- Миротин
- Новосільці
- Розбір
- Студян
- Святоньова
- Уїзна
- Ужейовичі
- Войцехівка

## Історія
Об'єднана сільська гміна Переворськ Переворського повіту Львівського воєводства утворена 1 серпня 1934 р. внаслідок об'єднання дванадцяти дотогочасних (збережених від Австро-Угорщини) громад сіл (гмін): Халупкі, Дембув, Горлічина, Ґженска, Мацкуфка, Міроцін, Новосєльце, Розбуж, Студзян, Свєнтоньова, Уєзна, Журавічкі.

## Сусідні гміни
Гміна Переворськ межує з такими гмінами: Білобжеґі, Ґаць, Зажече, Каньчуга, Ланьцут, Павлосюв, Переворськ, Триньча, Ярослав.